# Fondo (métro de Barcelone)
Fondo est une station des lignes 1 et 9 du métro de Barcelone. Elle est située sous la Rambla del Fondo, à proximité du centre de Santa Coloma de Gramenet, dans le Comarque Barcelonès en Catalogne.
La plateforme Fondo L1 est mise en service en 1992 et la plateforme Fondo L9 en 2009.
Station de correspondance des Transports Metropolitans de Barcelona (TMB) elle est desservie suivant les horaires applicables sur l'ensemble du réseau.

## Situation sur le réseau

Plan du métro de Barcelone (2019).

Établie en souterrain, la station Fondo dispose de deux plateformes en correspondance piétonnière : Fonto L1 est le terminus nord-est de la ligne 1 du métro de Barcelone, après la station Santa Coloma, en direction de Hospital de Bellvitge, ; et Fonto L9 est située entre les stations Santa Rosa, en direction de La Sagrera, et Església Major en direction de Can Zam.
La station terminus de la ligne L1 dispose de deux voies de service en courbe pour le parking de rames et/ou de trains de services.

## Histoire
La station est mise en service le 18 février 1992, lors de l'ouverture à l'exploitation du prolongement de la L1, long de 852 mètres depuis Santa Coloma. La station est établie en souterrain sous la Rambla del Fondo, entre les rues Dalmeau et Verdi, elle dispose de deux quais latéraux de 99 mètres de longueur, qui encadrent les deux voies de la ligne. C'est la première gare accessible PMR du Métro de Barcelone, avec un équipement en ascenseurs et en bandes, au sol, ayant une surface podotactile.
Les quais de la L9 sont mis en exploitation le 13 décembre 2009, cette ouverture coïncidant avec l'inauguration de la première section de la ligne entre Can Zam et Can Peixauet.

## Services aux voyageurs

### Accès et accueil
La station dispose de deux bouches : l'une avec escalier, escalier mécanique, et ascenseur au croisement de la Rambla del Fondo avec la rue Beethoven, l'autre avec un escalier et un escalier mécanique à l'angle de la Rambla des Fondo avec la rue Dalmeau. Les deux accès desservent un hall unique qui dispose de billetteries et communique avec les quais de la plateforme Fondo L1 par des escaliers, escaliers mécaniques et ascenseur. La station est accessible aux personnes à mobilité réduite.

### Desserte
Chacune des deux plateformes est desservie par les rames de sa ligne, L1 ou L9, les horaires et tarifs sont identiques sur l'ensemble des lignes du réseau Métro de Barcelone (Voir sur la page du réseau)

Installations et desserte
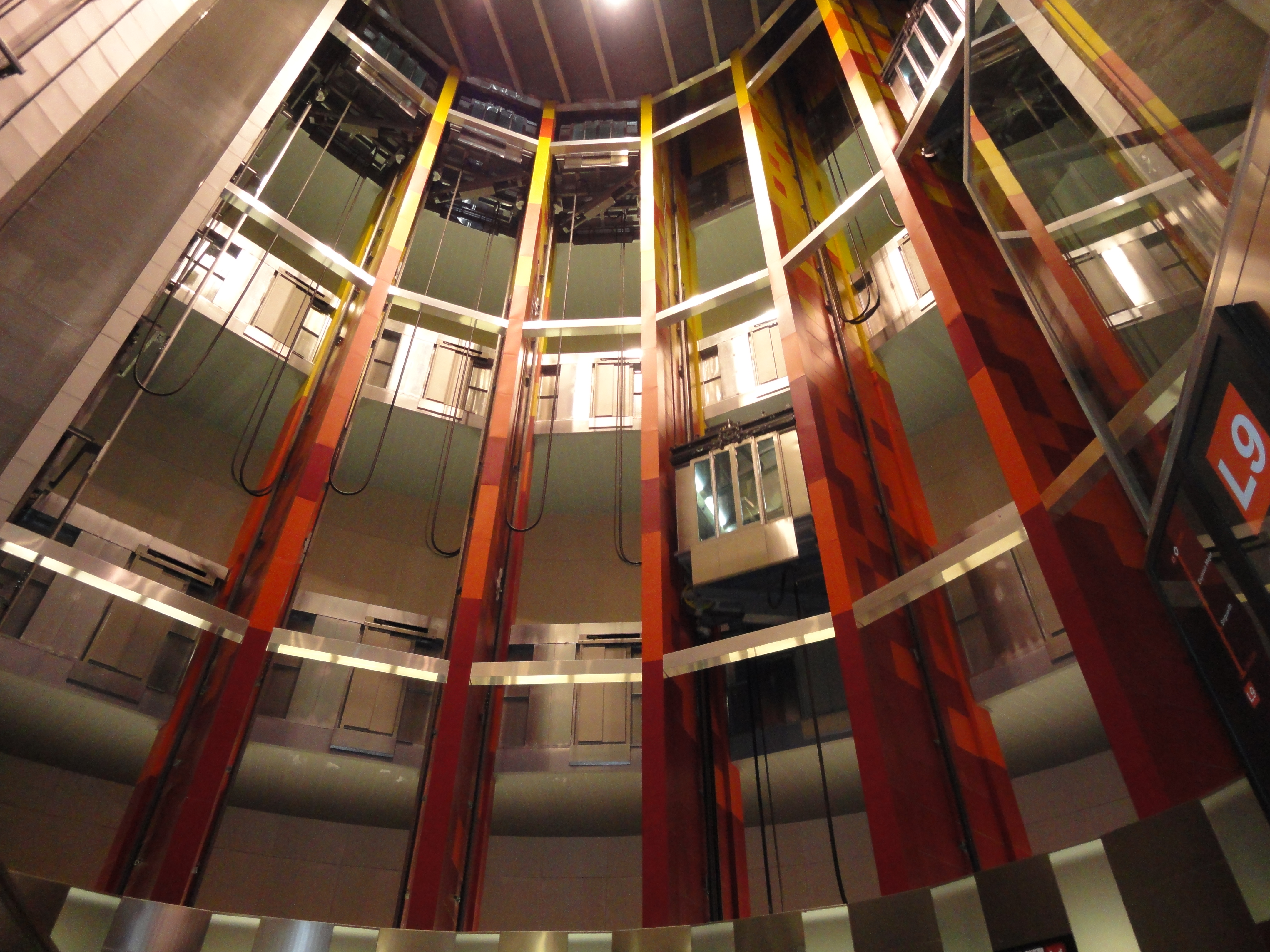
Fondo L9 : Ascenseurs.
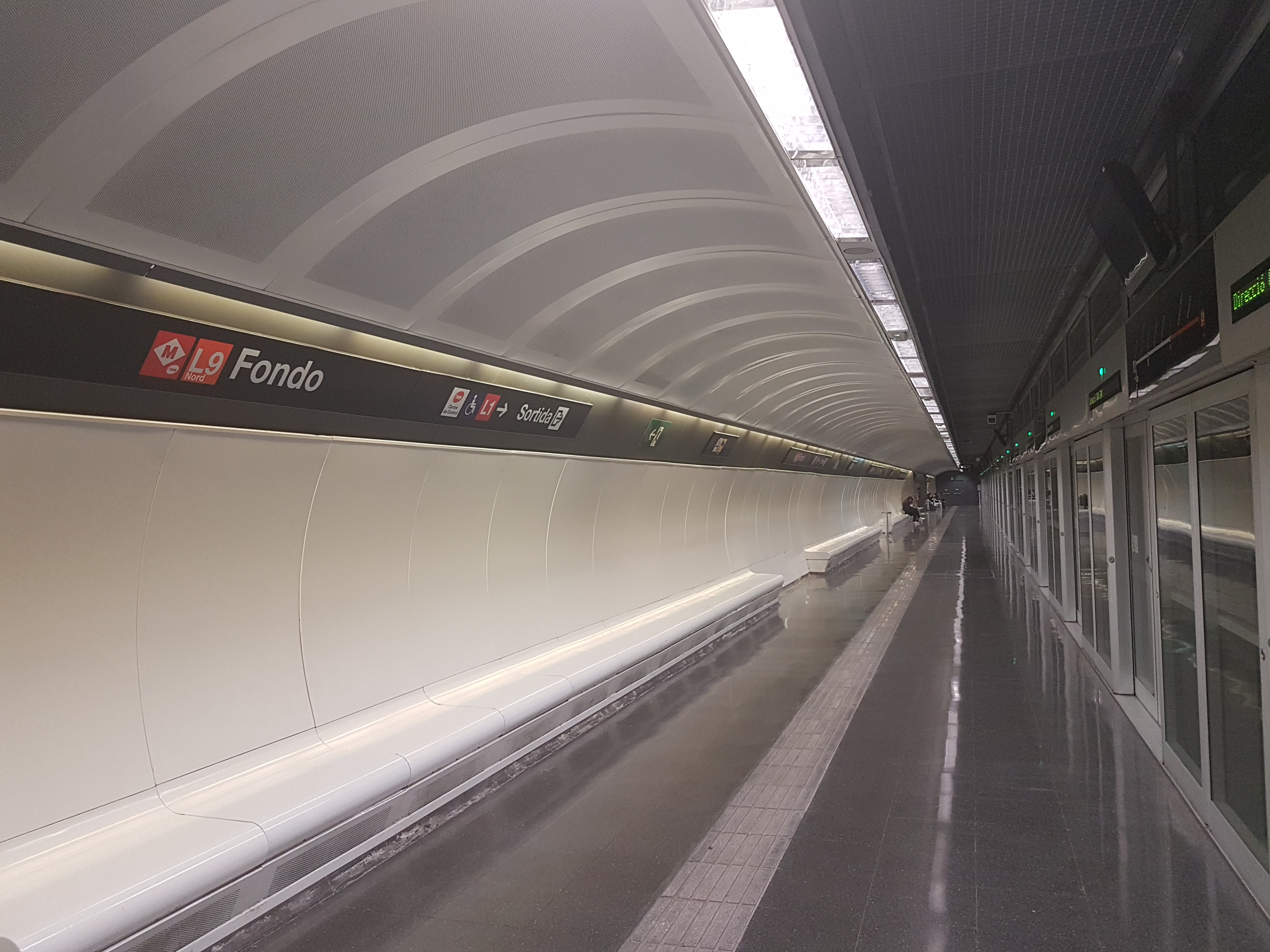
Fondo L9 : quai.
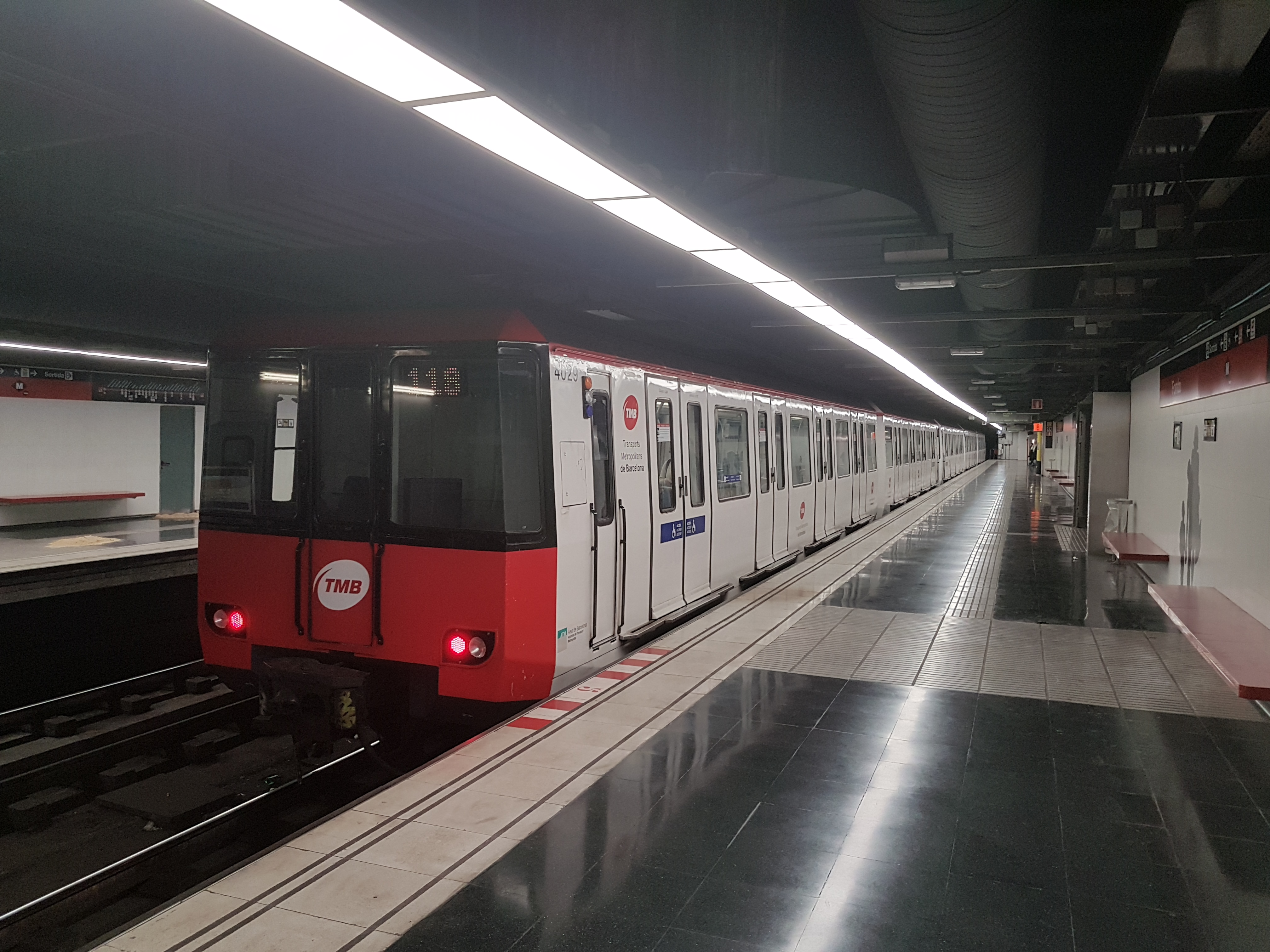
Fondo L1 : desserte.

### Intermodalité
À proximité des arrêts de bus sont desservis par les lignes urbaines.